# Ни, Владимир Васильевич
Владимир Васильевич Ни (7 января 1933, Владивосток — 9 сентября 2010) — казахстанский государственный деятель

## Образование
1955 — Казахский горно-металлургический институт (1955), горный инженер.

## Трудовая деятельность
1955—1959 — помощник начальника, начальник участка треста «Копейскуголь» комбината «Челябинскуголь»
1959—1970 — инженер, главный специалист подотдела, главный специалист, зам. начальника отдела Госплана КазССР
1970—1976 — старший референт Управления делами Совета Министров КазССР
1976—1985 — помощник первого заместителя председателя Совета Министров КазССР
1985—1988 — помощник председателя Совета Министров КазССР Н.А. Назарбаева
1988—1990 — зав. отделом территориального развития и охраны природы, заместитель управляющего делами Совета Министров КазССР
1990 — управляющий делами Канцелярии Президента Казахской ССР
1990—1991 — управляющий делами Аппарата Президента Казахской ССР
1991—1992 — управляющий делами – первый зам. руководителя Аппарата Президента и Кабинета Министров РК
1992—1994 — зам. руководителя Аппарата Президента и Кабинета Министров РК – начальник ХОЗУ
1994—1995 — зам. руководителя Аппарата Президента РК – начальник ХОЗУ
1995—1995 — первый заместитель, и.о. управляющего делами Президента РК – начальник ХОЗУ
1996—1998 — управляющий делами Президента – начальник ХОЗУ Президента и Правительства РК
1998—2010 — председатель правления, генеральный директор АО «ХОЗУ», президент ТОО «Корпорация «ХОЗУ»
1999—2006 — член, вице-председатель совета директоров АО «Корпорация «Казахмыс»
2004—2010 — член совета директоров компании «Kazakhmys Plc»
2006—2010 — председатель совета директоров корпорации «Казахмыс»
Скончался 9 сентября 2010 года, похоронен на Центральном кладбище Алма-Аты.

## Награды
1981 — орден «Знак Почета»
1997 — орден «Отан»
2005 — Орден «Қазақстан Республикасының Тұңғыш Президенті — Елбасы Нұрсұлтан Назарбаев»
Почетный гражданин гор. Астаны